# Аморин, Рубен
Рубен Дарио Аморин Маттос (иногда Матос, исп. Rubén Darío Amorín Mattos; 6 ноября 1927, Монтевидео — 24 декабря 2014) — уругвайский футболист и тренер.

## Биография
В декабре 1951 года приехал в Гватемалу, чтобы играть за одноимённый клуб.
После окончания карьеры игрока стал тренером. Он провёл всю свою тренерскую карьеру в Гватемале, где выиграл рекордные восемь чемпионских титулов с тремя разными клубами с 1964 по 1992 год. В 1974 году он привёл «Мунисипаль» к победе в Кубке чемпионов КОНКАКАФ, до сегодняшнего дня ни один гватемальский клуб не может повторить этот успех.
Пять раз занимал должность тренера национальной сборной Гватемалы, выиграв с ней Чемпионат наций КОНКАКАФ 1967, на сегодняшний день это самое высокое достижение для сборной Гватемалы. Он вышел в отставку в 1994 году.
Благодаря успехам как на клубном, так и на международном уровне, местная пресса и многие спортивные обозреватели считают Аморина величайшим тренером в истории гватемальского футбола.
У Аморина было четверо детей: Луис Рубен, Джулиан Дарио, Мария дель Росарио и Ана Исабель. 24 декабря 2014 года, он умер от болезни Альцгеймера в возрасте 87 лет.